# Arndt Pekurinen
Arndt Juho Pekurinen (født 29. august 1905 i Juva i Finland, død 5. november 1941 i Kalevala distrikt, Sovjetunionen, nu Rusland) var en finsk pacifist og militærnægter.  
I 1926 nægtede Pekurinen gentagne gange at møde til den obligatoriske session, hvilket førte til at han blev fængslet mellem 1929 og 1931. Han afviste at bære uniform og våben. Selv om Pekurinen var dybt religiøs, var hans motiver ikke baseret på tro. Hans samtidige troede, at han var kommunist, men han var ikke interesseret i politik. På grund af sin pacifistiske overbevisning i de militaristiske 1930'ere blev han dømt skyldig i højforræderi, og Lapua-bevægelsen generede ham til stadighed. I 1930 blev der på hans vegne sendt et internationalt bønskrift til den finske forsvarsminister Juho Niukkanen, som var underskrevet af 60 britiske parlamentsmedlemmer og kendte personer såsom Albert Einstein, Henri Barbusse og H.G. Wells. Den 14. april 1931 blev Lex Pekurinen, Finlands første alternativ til militærtjeneste vedtaget, men den havde kun gyldighed i fredstid. 
Da Vinterkrigen brød ud i 1939, blev Pekurinen derfor igen taget til fange. Ved udbruddet af Fortsættelseskrigen i 1941 blev han sendt til fronten med ordre om, at man skulle sikre sig at han bar uniform og våben. Ved fronten fortsatte han med at nægte at bære uniform og våben. Efter ordre fra kaptajn Pentti Valkonen blev han henrettet uden dom. De første to soldater, sergent Kivelä og menig Kinnunen, som blev beordret til at skyde ham, nægtede. Først den tredje, korporal Asikainen, adlød, da kaptajn Valkonen direkte beordrede ham til at henrette Pekurinen. 
Efter krigen blev der indledt en undersøgelse af Pekurinens død, men den blev aldrig afsluttet. Han forblev glemt i over 50 år indtil udgivelsen i 1998 af bogen Courage: The life and execution of Arndt Pekurinen af Erno Paasilinna. Byen Helsinki har opkaldt en park Arndt Pekurisen puisto (Arndt Pekurinen-parken) efter ham.
Ifølge Erno Paasilinnas bog var Pekurinens motto inspireret af Jonathan Swift: "Da man ikke spiser mennesker, tjener det intet formål at slagte dem". 